# The Magic Is You
Albums de Shirley Bassey
Yesterdays
(1978) All by Myself
(1982)
Singles
The Magic Is You est le vingt quatrième album studio de Shirley Bassey, sorti en 1979. Il est classé no 40 au UK Albums Chart.
L'album contient une chanson extrait de la comédie musicale Evita d'Andrew Lloyd Webber, Don't Cry for Me Argentina, qui été classée no 1 au UK Singles Chart en 1977 ; How Insensitive, un standard de jazz d'Antônio Carlos Jobim et The Greatest Love Of All, un hit de George Benson classé no 2 au Hot R&B/Hip-Hop Songs en 1977. S'il ne succombe pas à la vague disco, l'album comprend plusieurs chansons à la rythmique plus prononcée accompagnées de chœurs comme You Never Done It Like That ou Anyone Who Had a Heart, un hit de Dionne Warwick de 1963, ainsi qu'une reprise par Bassey de son propre tube de 1968, This Is My Life.
This Is My Life fait partie du single (avec The Magic Is You en face B), qui est sorti en de multiples versions : un remix disco de 3 min 40 s par Hank Cicalo (UP 36502), un maxi 45 tours disco de 6 min 51 s (UA K 052 Z 82651) pour le marché européen et qui est classé no 4 au hit-parade néerlandais. Un autre maxi 45 tours, pour le marché américain cette fois-ci (UA D6007D), contient un remix de 6 min 17 s de This Is My Life par Rick Gianatos en face A mais une reprise de Copacabana (At the Copa) de Barry Manilow en face B. Un dernier maxi 45 tours, toujours pour le marché américain (UAST-20388), contient un remix de 6 min 15 s de This Is My Life par Meco et Tony Bongiovi.
The Magic Is You sort en 33 tours avec une pochette signée Francesco Scavullo et cassette audio stéréo, puis est réédité par EMI en disque compact en 1987. L'album clôt la collaboration de 14 ans de Bassey avec le label United Artists Records, qui disparaitra l'année suivante, et le début d'une semi-retraite pour la chanteuse.

## Liste des chansons

### Face A
1. This Is My Life (Norman Newell, Bruno Canfora, Antonio Amurri)
2. Better Off Alone (Bruce Roberts, Carole Bayer Sager)
3. You Never Done It Like That (Neil Sedaka, Howard Greenfield)
4. Don't Cry for Me Argentina (Andrew Lloyd Webber, Tim Rice)
5. As We Fall In Love Once More (Richard Germinaro, Evie Sands, Ben Weisman)

### Face B
1. Night Moves (Michael Franks, Michael Small)
2. Anyone Who Had a Heart (Burt Bacharach, Hal David)
3. The Magic Is You (Stélios Vlavianós, Robert Rupen)
4. How Insensitive (Antônio Carlos Jobim, Vinícius de Moraes, Norman Gimbel)
5. The Greatest Love Of All (Michael Masser, Linda Creed)

## Personnel
- Shirley Bassey – chant
- Nick DeCaro - producteur, arrangements, orchestration
- Linda Gerrity - producteur exécutif
- Frank DeCaro - producteur exécutif
- John Mills – ingénieur du son
- Hank Cicalo : arrangements
- Tom Saviano : arrangements